# Lista de álbuns número um na UK R&B Chart em 2011

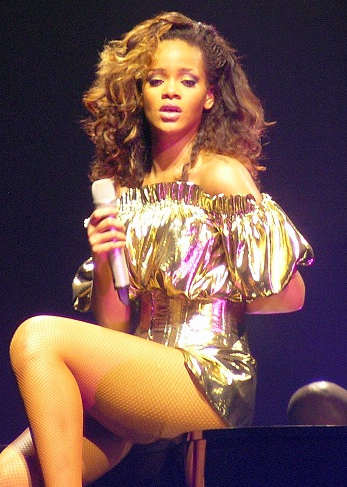
Rihanna conseguiu ter dois dos seus álbuns com mais permanência na tabela musical, que somados, fizeram com que a artista fosse a que mais tempo esteve na liderança da tabela com trinta e uma semanas. Os seus dois discos foram ainda os mais vendidos de 2011 no género.

A lista os álbuns número um na UK R&B Albums Chart em 2011 é anunciada todos os domingos através da rádio BBC Radio 1, sendo que os dados são recolhidos pela The Official Charts Company. É uma tabela musical que classifica o desempenho de discos de rhythm and blues (R&B) no Reino Unido, baseada nas vendas semanais físicas e digitais do género. Foram quinze os álbuns que atingiram a liderança no decorrer do ano. Loud da barbadense Rihanna estabeleceu um recorde de vinte e seis semanas não-consecutivas na primeira posição da lista. Desde do início do ano, a artista permaneceu treze edições no topo da tabela musical e conseguiu fechar o ano com outro trabalho diferente, Talk That Talk.
Em 2011, nove artistas conseguiram pela primeira vez atingir a primeira posição, nomeadamente, Chris Brown, o duo Beastie Boys, Cee Lo Green, Kanye West, Jason Derülo, Professor Green, Wretch 32 e a dupla Bad Meets Evil, cujo último foi com um álbum de estreia. Loud foi o registo com maior permanência em número um, Talk That Talk da mesma artista ocupou a mesma posição durante seis semanas. Seguiu-se 4 de Beyoncé, que permaneceu por quatro semanas. F.A.M.E. de Brown, Hot Sauce Committee Part Two dos Beastie Boys, Hell: The Sequel de Bad Meets Evil, Planet Pit do rapper Pitbull, Black and White de Wretch 32, Future History de Jason Derülo, e Jukebox da banda JLS estiveram apenas durante uma edição no topo da tabela musical.
A artista de R&B que mais vendeu no decorrer do ano foi Rihanna, cujos trabalhos juntos venderam um total somado de 1 milhão e 531 mil exemplares. Loud foi o mais vendido com 876 mil unidades distribuídas e o segundo foi Talk That Talk, com 655 mil cópias vendidas até 31 de Dezembro. JLS posicionou o seu terceiro álbum de estúdio consecutivo no número um, tornando-se no único artista a colocar três registos consecutivos no primeiro lugar da tabela. Quando Talk That Talk alcançou o primeiro lugar, Rihanna conseguiu o seu terceiro número um na UK R&B Chart e o seu segundo consecutivo também. Beyoncé posicionou o seu segundo número um na tabela, após I Am... Sasha Fierce em 2008.
A britânica Amy Winehouse, que faleceu na sua residência no dia 23 de Julho de 2011, provocou o feito de Back to Black atingir a liderança durante três semanas não-consecutivas.

## Histórico

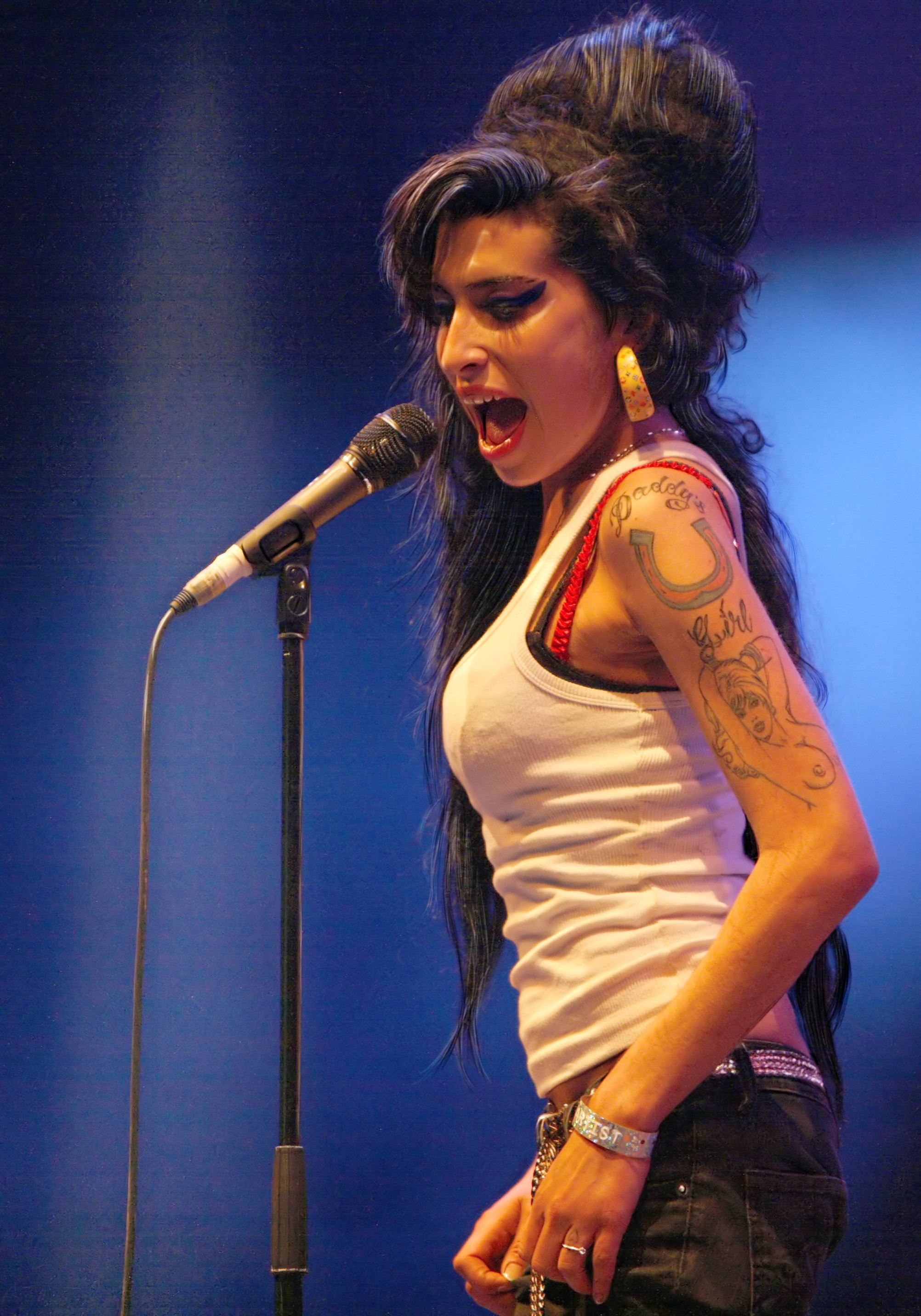
Após a sua morte súbita em Julho de 2011, o segundo álbum de estúdio da cantora Amy Winehouse, Back to Black (2006), atingiu o primeiro posto da tabela no início do mês seguinte, tornando-se na sua 36.ª semana não-consecutiva no topo da tabela.

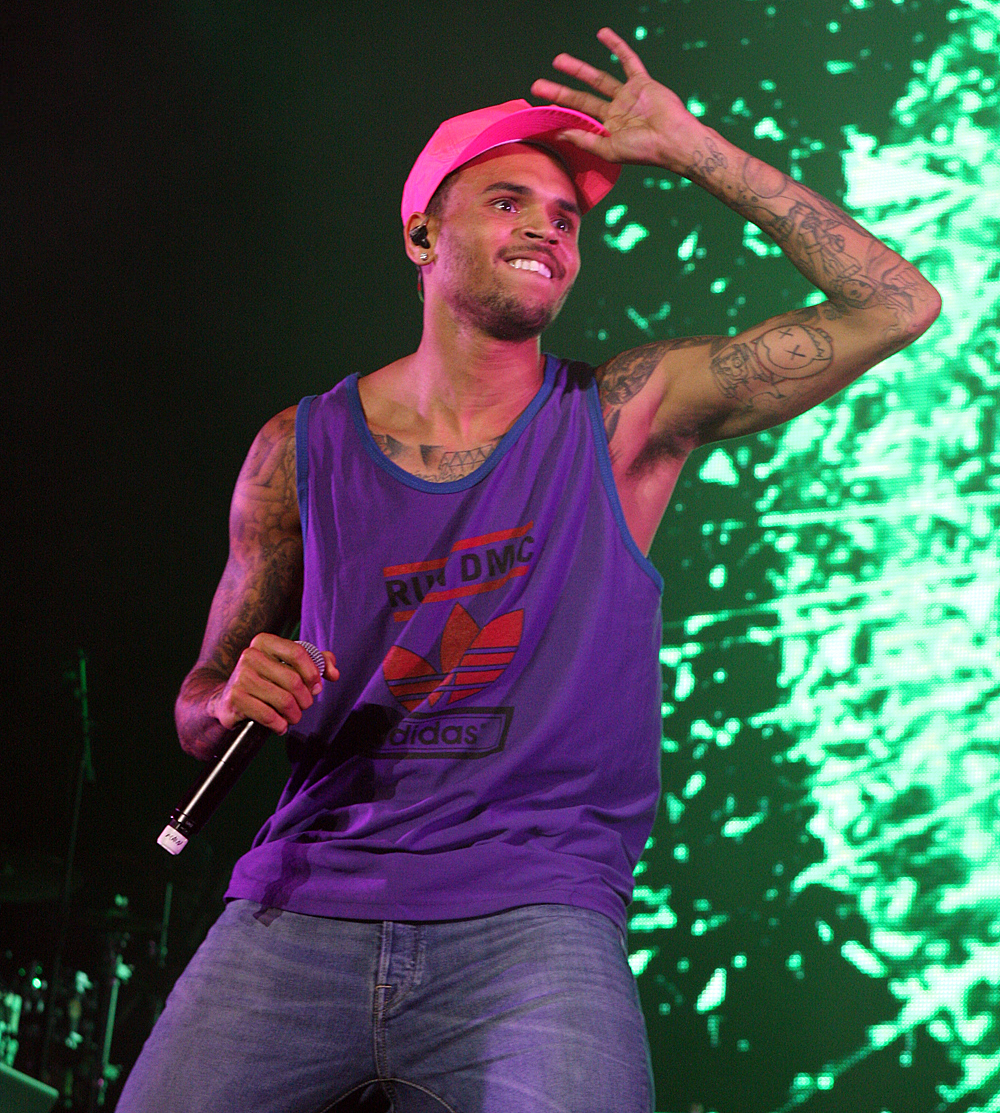
O cantor norte-americano Chris Brown estreou-se na tabela musical com F.A.M.E. a 2 de Abril.

| Data            | Álbum                        | Artista(s)         | Ref.   |
| --------------- | ---------------------------- | ------------------ | ------ |
| 1 de Janeiro    | Loud                         | Rihanna            | [ 5 ]  |
| 8 de Janeiro    | Loud                         | Rihanna            | [ 6 ]  |
| 15 de Janeiro   | Loud                         | Rihanna            | [ 7 ]  |
| 22 de Janeiro   | Loud                         | Rihanna            | [ 8 ]  |
| 29 de Janeiro   | Loud                         | Rihanna            | [ 9 ]  |
| 5 de Fevereiro  | Loud                         | Rihanna            | [ 10 ] |
| 12 de Fevereiro | Loud                         | Rihanna            | [ 11 ] |
| 19 de Fevereiro | Loud                         | Rihanna            | [ 12 ] |
| 26 de Fevereiro | Loud                         | Rihanna            | [ 13 ] |
| 5 de Março      | Loud                         | Rihanna            | [ 14 ] |
| 12 de Março     | Loud                         | Rihanna            | [ 15 ] |
| 19 de Março     | Loud                         | Rihanna            | [ 16 ] |
| 26 de Março     | Loud                         | Rihanna            | [ 17 ] |
| 2 de Abril      | F.A.M.E.                     | Chris Brown        | [ 18 ] |
| 9 de Abril      | Loud                         | Rihanna            | [ 19 ] |
| 16 de Abril     | Loud                         | Rihanna            | [ 20 ] |
| 23 de Abril     | Loud                         | Rihanna            | [ 21 ] |
| 30 de Abril     | Loud                         | Rihanna            | [ 22 ] |
| 7 de Maio       | Loud                         | Rihanna            | [ 23 ] |
| 14 de Maio      | Hot Sauce Committee Part Two | Beastie Boys       | [ 24 ] |
| 21 de Maio      | Loud                         | Rihanna            | [ 25 ] |
| 28 de Maio      | Loud                         | Rihanna            | [ 26 ] |
| 4 de Junho      | The Lady Killer              | Cee Lo Green       | [ 27 ] |
| 11 de Junho     | Loud                         | Rihanna            | [ 28 ] |
| 18 de Junho     | Loud                         | Rihanna            | [ 29 ] |
| 25 de Junho     | Hell: The Sequel             | Bad Meets Evil     | [ 30 ] |
| 2 de Julho      | Planet Pit                   | Pitbull            | [ 31 ] |
| 9 de Julho      | 4                            | Beyoncé Knowles    | [ 32 ] |
| 16 de Julho     | 4                            | Beyoncé Knowles    | [ 33 ] |
| 23 de Julho     | 4                            | Beyoncé Knowles    | [ 34 ] |
| 30 de Julho     | 4                            | Beyoncé Knowles    | [ 35 ] |
| 6 de Agosto     | Back to Black                | Amy Winehouse      | [ 36 ] |
| 13 de Agosto    | Back to Black                | Amy Winehouse      | [ 37 ] |
| 20 de Agosto    | Watch the Throne             | Jay-Z & Kanye West | [ 38 ] |
| 27 de Agosto    | Watch the Throne             | Jay-Z & Kanye West | [ 39 ] |
| 3 de Setembro   | Black and White              | Wretch 32          | [ 40 ] |
| 10 de Setembro  | Tha Carter IV                | Lil Wayne          | [ 41 ] |
| 17 de Setembro  | Tha Carter IV                | Lil Wayne          | [ 42 ] |
| 24 de Setembro  | Loud                         | Rihanna            | [ 43 ] |
| 1 de Outubro    | Loud                         | Rihanna            | [ 44 ] |
| 8 de Outubro    | Back to Black                | Amy Winehouse      | [ 45 ] |
| 15 de Outubro   | The Lady Killer              | Cee Lo Green       | [ 46 ] |
| 22 de Outubro   | Future History               | Jason Derülo       | [ 47 ] |
| 29 de Outubro   | Loud                         | Rihanna            | [ 48 ] |
| 5 de Novembro   | Loud                         | Rihanna            | [ 49 ] |
| 12 de Novembro  | At Your Inconvenience        | Professor Green    | [ 50 ] |
| 19 de Novembro  | At Your Inconvenience        | Professor Green    | [ 51 ] |
| 26 de Novembro  | Jukebox                      | JLS                | [ 52 ] |
| 3 de Dezembro   | Talk That Talk               | Rihanna            | [ 53 ] |
| 10 de Dezembro  | Talk That Talk               | Rihanna            | [ 54 ] |
| 17 de Dezembro  | Talk That Talk               | Rihanna            | [ 55 ] |
| 24 de Dezembro  | Talk That Talk               | Rihanna            | [ 56 ] |
| 31 de Dezembro  | Talk That Talk               | Rihanna            | [ 57 ] |